# Niğde Anadolu FK
Niğde Anadolu FK is een Turkse voetbalclub uit Niğde, dat in Centraal-Anatolië ligt. De club heeft stamnummer 011427. Thuishaven van de ploeg is het Niğde 5 Şubat stadion, dat plaats biedt aan 3.056  toeschouwers. De club speelt in de TFF 2. Lig.

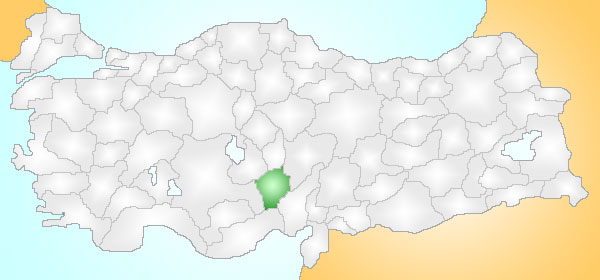
Niğde ligt in Centraal-Anatolië.

## Geschiedenis
In mei 2018 ondertekende Niğde Belediyespor voorzitter Recep Canıtez  met Altınordu voorzitter Mehmet Özkan een samenwerkingsovereenkomst, waardoor de club uit Niğde als een satellietclub zou dienen voor Altınordu. Als gevolg van deze overeenkomst werd de naam veranderd in Niğde Anadolu FK.
Witte Groep: 1461 Trabzon FK · 24 Erzincanspor · Adana 01 FK · Altay · Afyonspor · Altınordu · Ankaraspor · Batman Petrolspor · Beykoz Anadoluspor · Fethiyespor · İnegölspor· İskenderunspor · Isparta 32 Spor · Karaköprü Belediyespor · Kastamonuspor 1966 · Kepezspor · Kırklarelispor · Sarıyer

Rode Groep:  68 Aksarayspor · Ankara Demirspor· Arnavutköy Belediyespor · Belediye Derincespor· Beyoğlu Yeni Çarşı · Bucaspor 1928· Diyarbekirspor · Elazığspor · Erbaaspor · Giresunspor · Karacabey Belediyespor· Karaman FK · Menemen FK · Nazillispor · Serik Belediyespor · Somaspor · Vanspor FK · Yeni Mersin İdmanyurdu